# AS Juventus Saint-Martin
El AS Juventus es un equipo de fútbol de Saint-Martin que juega en el Campeonato de fútbol de Saint Martin, la liga de fútbol más importante del país.

## Historia
Fue fundado el 22 de mayo de 2002 en la ciudad de Baie Orientale y el nombre y los colores del club se basan en el club italiano Juventus FC. En la temporada 2003/04 consiguieron su primer título de liga.
Son el primer equipo de Saint-Martin en participar en un torneo internacional, ya que participaron en el Campeonato de Clubes de la CFU 2004, donde fueron eliminados en la primera ronda por el Inter Moengotapoe de Surinam.

## Palmarés
- Campeonato de fútbol de Saint Martin: 1

2003/04

## Participación en competiciones de la Concacaf
| Temporada | Torneo                         | Ronda | Club              | Casa | Visita | Global |
| --------- | ------------------------------ | ----- | ----------------- | ---- | ------ | ------ |
| 2004      | Campeonato de Clubes de la CFU | 1     | Inter Moengotapoe | 1-1  | 0-2    | 1-3    |